# Devil's Bit
Devil's Bit (Iers: Barnane Éile) is een berg in het Ierse graafschap Tipperary.